# Magyaralmás
Magyaralmás é um município da Hungria, situado no condado de Fejér. Tem 22,42 km² de área e sua população em 2015 foi estimada em 1.546 habitantes.